# Сенес
Сенес (ісп. Senés) — муніципалітет в Іспанії, у складі автономної спільноти Андалусія, у провінції Альмерія. Населення — 338 осіб (2010).
Муніципалітет розташований на відстані близько 380 км на південь від Мадрида, 41 км на північ від Альмерії.
На території муніципалітету розташовані такі населені пункти: (дані про населення за 2010 рік)
- Моратон: 18 осіб
- Нудос: 62 особи
- Сенес: 258 осіб

## Демографія
Динаміка населення (INE ):